# Julia Varela
Julia Varela Ruano (Pontevedra, 30 de junio de 1981) es una periodista, presentadora, reportera de RTVE y escritora española. Desde octubre de 2023 presenta la segunda edición del concurso Duos Increíbles junto a Xavi Martínez de La 1 de RTVE. Desde el 31 de agosto de 2020 y hasta septiembre de 2022 dirigió y presentó en RNE el espacio vespertino Tarde lo que tarde. Desde la temporada 2022-2023 dirige y presenta el programa nocturno Gente despierta.

## Trayectoria
Varela inició su andadura profesional en RTVE en 2005 como locutora y redactora en los Servicios Informativos de RNE para Radio Exterior de España. En 2008, pasó a ser locutora y redactora de Radio 3 en programas como Siglo 21, 180 Grados o Los Conciertos de Radio 3, y en la retransmisión de distintos festivales de música. Desde 2013, Varela trabaja como reportera para TVE en programas como Comando Actualidad y La mañana de La 1; en este último también colabora como comentarista de la sección de espectáculos. 
En 2015, 2016 y 2017, Varela ha sido la comentarista para TVE del Festival de la Canción de Eurovisión, junto con José María Íñigo. Varela e Íñigo comentaron asimismo la gala especial Eurovision Song Contest's Greatest Hits, que conmemoró el 60.º aniversario del Festival de Eurovisión. También dirigió la green room de Objetivo Eurovisión, la preselección española del 2016.
Desde 2018, exceptuando la edición especial de 2020, es la comentarista del certamen junto con Tony Aguilar, también en su versión Junior.En el año 2025 fueron amonestados por la Unión Europea de Radiodifusión por sus comentarios recordando los muertos en Israel contraviniendo las normas oficiales del certamen. RTVE fue también amonestada por ello y más aún cuando se publicó un cartel recordatorio del conflicto palestino israelí antes de la emisión de la final.
Varela continuó como reportera en el programa de TVE Comando Actualidad.
El 22 de agosto de 2015, fue la encargada de leer el pregón que inauguró las fiestas patronales de la localidad lucense de Chantada, en la Ribeira Sacra, una zona a la que está vinculada por vía paterna. Entre sus palabras, figuraron menciones a la lucha de los ganaderos por un precio justo para el litro de leche y la reivindicación de políticas de ayuda a la rehabilitación de las aldeas abandonadas en el rural gallego.
En abril de 2019 publicó su primera novela ¿Por qué me pido un gin tonic si no me gusta?   Entre el 8 de julio de 2019 y el 13 de marzo de 2020 dirige y colabora en A partir de hoy, un programa magacine matutino de verano de La 1 de Televisión Española conducido por Máximo Huerta.
Desde el 31 de agosto de 2020 y hasta verano de 2022 dirigió y presentó en RNE el espacio vespertino Tarde lo que tarde durante dos temporadas. Entre septiembre de 2022 y septiembre de 2023 asumió la presentación y dirección del magacín nocturno de RNE, Gente despierta. 
En octubre de 2022 presenta junto a Rodrigo Vázquez el programa Benidorm Fest: Los elegidos, en el que se presentaron los aspirantes de la segunda edición del certamen. 
Entre octubre y diciembre de 2023 presenta Dúos increíbles en La 1 junto a Xavi Martínez. Además, tiene previsto regresar a un renovado Comando actualidad, programa que abandonó en septiembre de 2019.
Desde enero de 2024 presenta en RTVE Play y RTVE Audio el videopodcast Te crío mucho donde se intentan responder consultas, inquietudes y desafíos del día a día de la maternidad y paternidad.

## Publicaciones
- ¿Por qué me pido un gin tonic si no me gusta?[11]  Publicada por Ediciones B, Penguin Random House.